# Vacina antiofídica
A vacina antiofídica, já patenteada pelas duas fundações, é uma alternativa ao soro antiofídico, tratamento tradicional contra o envenenamento por picada de serpentes.
Ao contrário do soro antiofídico, que serve como tratamento após a picada, a vacina tem efeito profilático, pois estimula a produção de anticorpos e imuniza o organismo contra o veneno.
Ótimo principalmente para as pessoas que convivem com o risco de envenenamento, como guardas florestais, tratadores, pesquisadores e praticantes de ecoturismo.